# Menselijk lichaam
Het menselijke lichaam, Latijn: corpus humanum, is het fysieke geheel van de mens, al wordt soms ook de geest wel gezien als onderdeel van het lichaam. Van belang hierbij zijn de bouw van het menselijke lichaam of menselijke anatomie, de lichaamsfuncties of fysiologie en de biochemische processen die zich in het lichaam afspelen, het metabolisme of de stofwisseling.
Het menselijke lichaam bestaat uit lichaamsdelen, met als hoofdindeling het hoofd, de romp, de armen met handen en vingers en de benen met voeten en tenen. Er zijn organen waarvan sommige, zoals de huid, zich uitstrekken over een aantal van deze lichaamsdelen. Andere organen zijn de hersenen en de maag. Verschillende organen vormen samen een orgaansysteem met een specifieke functie, zoals het spijsverteringsstelsel en het voortplantingssysteem. Het geheel is een organisme.
Organen zijn op hun beurt opgebouwd uit vier soorten weefsel: dekweefsel, bindweefsel, spierweefsel en zenuwweefsel. Iedere weefselsoort bestaat uit gespecialiseerde cellen.
Buiten de lichaamseigen cellen is de symbiose met micro-organismen, waarvoor de mens de gastheer is, van essentieel belang voor het menselijke lichaam. Hoewel deze microbiota, en dan vooral de darmflora, in gewicht een relatief klein deel vormen, overtreffen zij in aantal de lichaamseigen cellen met een factor tien.

## Leven
Processen die het levend zijn kenmerken:
- metabolisme of stofwisseling, het opnemen van energie van het geheel van biochemische processen dat plaatsvindt in cellen en organismen ten behoeve van activiteit, groei, voortplanting en instandhouding. Energie wordt van de ene vorm in de andere vorm getransformeerd. Daarbij kan onderscheid gemaakt worden tussen weefselafbraak, katabolisme, en weefselopbouw, anabolisme;
- groei, het lichaam neemt toe in lengte en gewicht;
- voortplanting, noodzakelijk voor nakomelingen en het voortbestaan van de soort. Voor geslachtelijke voortplanting zijn twee individuen nodig. De nakomelingen hebben kenmerken van beide ouders in nieuwe combinaties;
- adaptatie in structuren of aanpassingen van gedrag, die de organismen beter in staat stellen te overleven of voor nageslacht te zorgen. Dit principe van adaptatie aan het milieu is fundamenteel voor de evolutie;
- homeostase, het vermogen van een organisme om het interne milieu constant te houden;
- prikkelopvang en prikkelverwerking, het kunnen reageren op stimuli, op veranderingen in het uitwendige of inwendige milieu van het lichaam;
- beweging, door spierwerking kunnen lichaam en lichaamsonderdelen van vorm en positie veranderen.

Dit alles hangt met elkaar samen. Zo zal tijdens een krachtsinspanning door het bewegingsapparaat de metabolietenconcentratie in het menselijke lichaam hoger worden. Herstel houdt daarbij in dat het fysiologisch evenwicht weer normaliseert doordat deze concentratie weer omlaag wordt gebracht. Dit herstel kan plaatsvinden door slaap en voeding.
Voor adaptatie dient deze verhoogde concentratie echter juist als inductor of aanjager om op een hoger niveau te komen. Om dit te bereiken, dient het herstel dus juist uitgesteld te worden. Op de korte termijn leidt dit tot een tijdelijke vermindering van het prestatieniveau, op de langere termijn brengt de adaptatie echter een hoger prestatieniveau door supercompensatie.

### Groei

De embryogenese gedurende de eerste 23 dagen

De eerste fase van groei is die van de bevruchte eicel tijdens de embryogenese. Tot een dag of 16 bestaat het embryo uit hetzelfde type cellen. Daarna ontstaan drie verschillende cellagen of kiembladen. Van buiten naar binnen ontstaan volgende cellagen:
- ectoderm, vormt later de huid, hersenen en het zenuwstelsel;
- mesoderm, vormt later de meeste organen, het bloed, het skelet, de spieren, het bindweefsel en het urogenitaal stelsel;
- endoderm, vormt later het spijsverteringsstelsel en de longen.

## Lichaamssamenstelling
In het vijf-compartimentenmodel wordt de samenstelling van het menselijke lichaam weergegeven op vijf niveaus: atomair, moleculair, cellulair, functioneel (weefsels en organen) en het gehele lichaam.
Voor de referentieman die de International Commission on Radiological Protection ICRP in 1975 heeft vastgesteld, geldt onderstaande indeling.

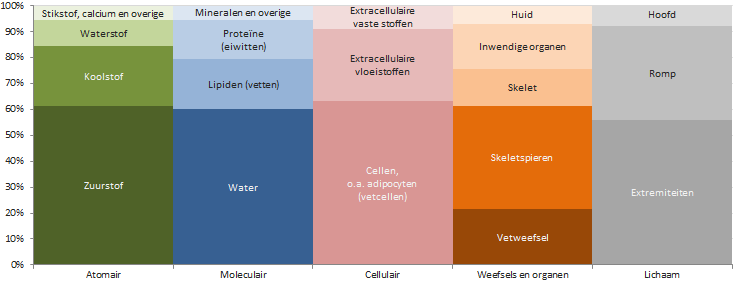
Lichaamssamenstelling op vijf niveaus

De menselijke orgaanstelsels worden door de Terminologia Anatomica beschreven.

## Geschiedenis

### Oudheid
Hippocrates (ca. 460 v.Chr.–370 v.Chr.) meende dat het menselijke lichaam was samengesteld uit slijm, bloed, gele gal en zwarte gal. Hij was ervan overtuigd dat gezondheid bij de mens afhing van de balans tussen lichaamssappen; onbalans zou ziekte veroorzaken. Dit wordt de leer der humores genoemd. De fysieke en psychische toestand (het temperament) en ziekteverschijnselen werden verklaard uit het bestaande gehalte aan de verschillende sappen. Een teveel aan slijm (flegma) zou een flegmatisch of kalm temperament tot gevolg hebben; een teveel aan bloed een sanguinisch of optimistisch, gepassioneerd temperament; een teveel aan gele gal een cholerisch of prikkelbaar, opvliegend temperament; en een teveel aan zwarte gal een melancholisch, depressief temperament. Een onbalans zou behandeld moeten worden met een dieet.
Later werden deze ideeën, die lange tijd grote invloed op de medische wetenschap zouden houden, overgenomen door de invloedrijke Grieks/ Romeinse arts Galenus (131-201/216). Deze zou de theorie verbinden met die van de vier elementen: het flegmatische verbond hij met water, het sanguine met lucht, het cholerische met vuur en het melancholische met aarde.

### Vroegmoderne Tijd
Opmerkelijk lang bleven verdere inzichten in het menselijke lichaam uit. De grote verandering kwam met Vesalius (1514-1564). Deze legde zich niet neer bij de boekenwijsheid van Galenus en had al vroeg belangstelling voor ontleding. Dit leidde tot veel nieuwe inzichten die hij publiceerde in Fabrica (1543), daarmee de grondslag leggende voor de moderne studie van de anatomie. Hij ondervond echter grote weerstand van aanhangers van Galenus en het zou nog lang duren voordat de nieuwe inzichten algemeen werden gedeeld.
Op fysiologisch gebied was het werk van Bernard (1813-1878) van groot belang. Hij stelde dat het niet de physis was, het sturend levensbeginsel van Hippocrates, dat het evenwicht bewaarde, maar kwam met het idee van het milieu intérieur, tegenwoordig homeostase genoemd, dat weefsel en organen een stabiele beschermde omgeving biedt. Bernard stelde dat ziekte te wijten was aan verstoring van het milieu intérieur en net als bij Hippocrates moest de balans worden hersteld.
Dat idee hield geen stand meer toen Pasteur (1822-1895) met zijn microbentheorie aantoonde dat een aantal infectieziektes veroorzaakt wordt door bacteriën. Virchow (1821-1902) ontdekte dat cellulaire afwijkingen ook ziektes konden veroorzaken. Het waren niet afwijkingen van het systeem die ziekte tot gevolg hadden, zoals gedacht werd tot Bernard, maar ziekte had een disfunctie van het systeem tot gevolg. Nu kon worden gezocht naar de aard en locatie van de verwekker van de ziekte en gepoogd worden deze te elimineren.
Een periode volgde van reductionisme en mechanisme waarmee grote vooruitgang werd geboekt, niet alleen in de geneeskunde, maar ook bij een beter begrip van de anatomie en fysiologie van een gezond menselijk lichaam.